# Breminale

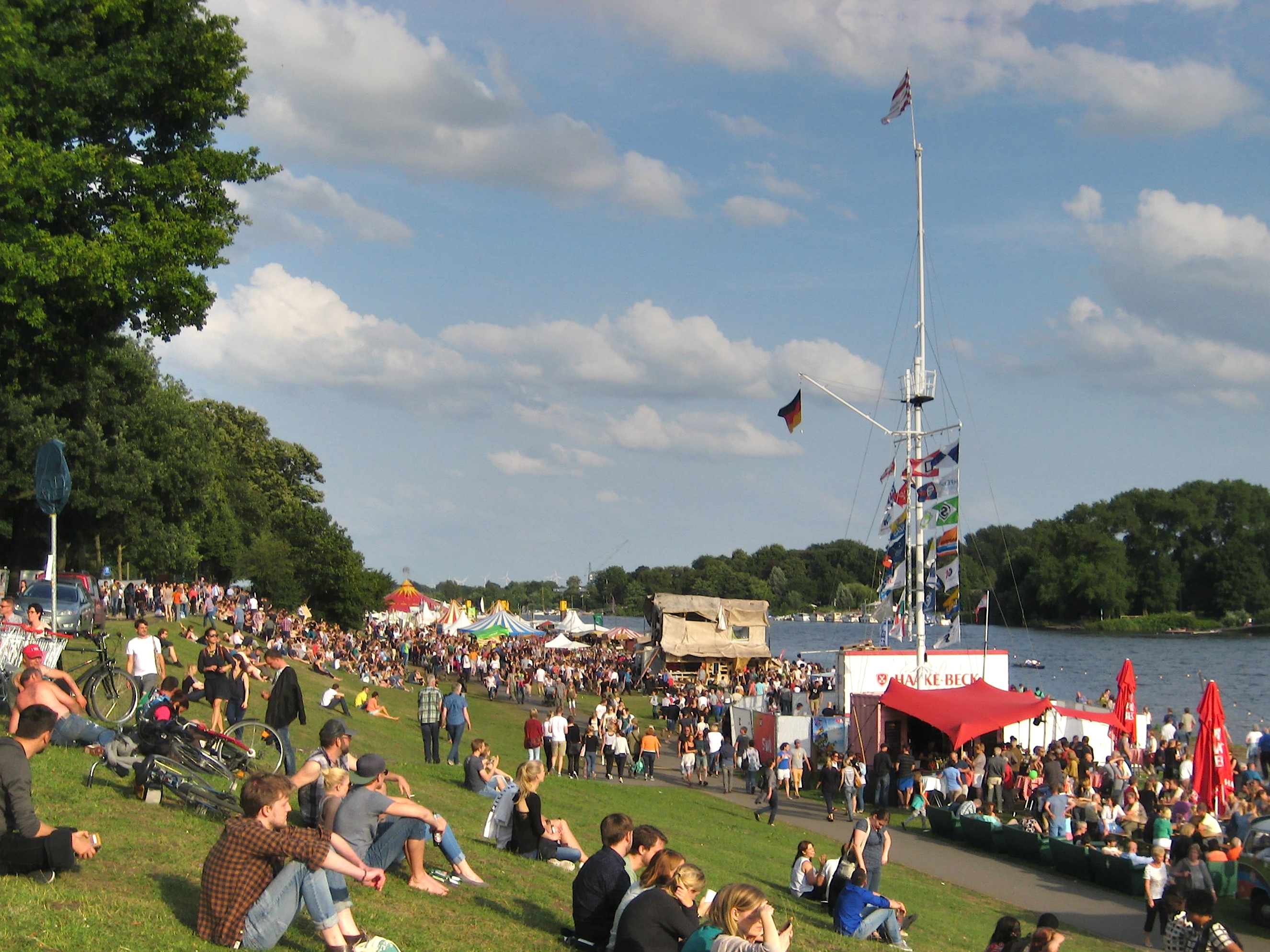
Teil des Festivalgeländes am Bremer Osterdeich, rechts die Weser, Breminale 2015

Die Breminale ist ein fünftägiges Open-Air-Kulturfestival am Osterdeich in Bremen, welches jährlich im Sommer stattfindet. Die zuletzt sieben Bühnen erhalten Zulauf von rund 200.000 bis zu 220.000 Besuchern. Unter dem Motto „Kultur für alle“ stehen die Veranstaltungen der Breminale traditionell eintrittsfrei allen Besuchern offen.

## Konzept
Das Programm hat sich inzwischen zu einem so bunten wie hochqualitativen Mix aktueller Popkultur und Avantgarde entwickelt, in dessen Rahmen die Bremer Szene sich orientieren, messen und vernetzen kann. Neben den hochkarätigen Musikevents konnte das Programm zunehmend um ambitionierte Film-, Literatur-, Performance-, Show- und Talk-Elemente erweitert und die Breminale so auch zum Diskursraum der Stadtkultur werden. Außerdem wurde 2014 das Kinder- und Familienprogramm deutlich erweitert.

## Programmschwerpunkt Live-Musik

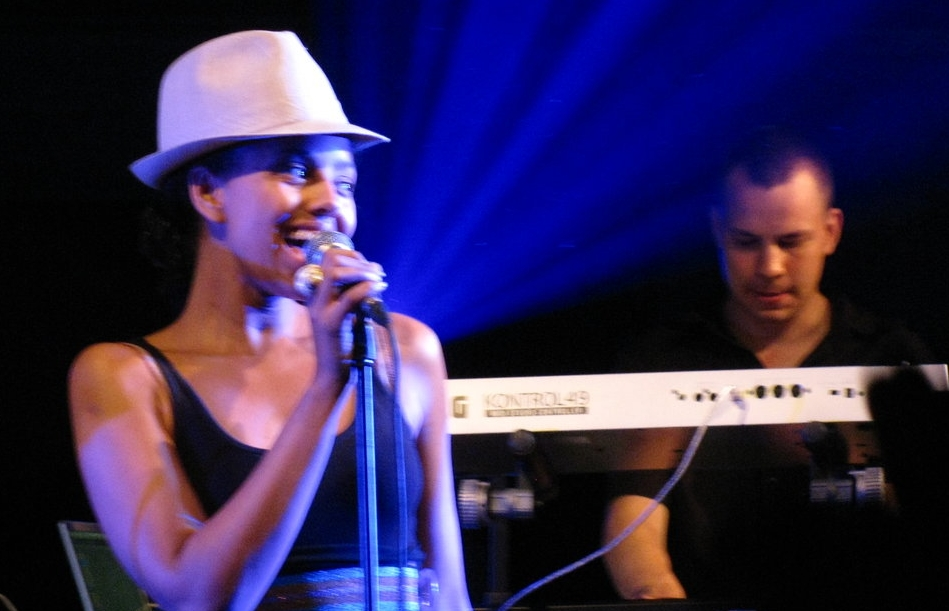
Die Kölner Sängerin und Songwriterin Mariama, Breminale 2009

Der Schwerpunkt im Programm der Breminale ist Live-Musik, welche an manchen Tagen schon um die Mittagszeit beginnt und meist bis in die Nacht dauert. In mittlerweile vier großen Zirkuszelten treten über die fünf Tage über 150 Musiker und Bands auf. Dabei wird eine große Vielfalt geboten, die die Bremer Kulturszene mit Musik aus aller Welt anreichert.
Beispielsweise traten im Jahr 2014 als Headliner der Breminale die Sänger Patrice und Andreas Bourani auf. Die größten Publikumsmagnete waren 2011 die Auftritte von Joy Denalane, Jupiter Jones und Pohlmann. Neben dem Hauptprogramm gibt es viele kleinere Aktionen auf den Weserwiesen zu entdecken: Verschiedene Bremer Institutionen, wie das Wohnzimmer oder das Kulturzentrum Lagerhaus, kuratieren kleinere Bühnen, auf dem Tanzboden kann der Bremer selbst aktiv werden und für jüngere Besucher gibt es ein umfassendes Kinderprogramm.

## Geschichte

### Vorläufer und Neukonzeption
Das Kulturfestival Breminale hat seinen Vorläufer in der „Weserlust“, ein von der Stadt Bremen organisiertes Kulturfest, das 1983 zum Erliegen kam. Die AG Bremen wurde daraufhin mit dem Ziel gegründet, ein neues kulturgeprägtes Festival abseits von Kommerzialisierung zu schaffen. Sie erhielt 100.000 DM Fördergelder vom Bremer Senator für Bildung, Wissenschaft und Kultur.

### 1987–2006
Die erste Breminale wurde am 16. September 1987 auf dem Marktplatz in Bremen feierlich eröffnet. Das Gelände erstreckte sich damals von der Straße „Tiefer“ bis zum heutigen Café Ambiente und der Eintritt war frei. Das Programm umfasste eine Mischung aus Theater, Kunst, Literatur, Musik und einem kleinen Kinderprogramm und zog Zehntausende von Besuchern an die Weser. Die erste Breminale wurde von einem tragischen Vorfall überschattet, indem ein Besucher durch eine von Außenstehenden abgeschossene Leuchtrakete ums Leben kam.
In den ersten Veranstaltungsjahren fand die Breminale meistens um Pfingsten herum statt. Das meist schlechte Wetter führte zum Mythos, die Breminale und schlechtes Wetter wären untrennbar verbunden.
In den Jahren 1990 bis 2000 herrschte chronischer Geldmangel trotz Förderung durch die Stadt. Trotzdem gelangen beachtliche inhaltliche Erfolge, wie der Auftritt von Green Day noch vor ihrem internationalen Renommee im Jahr 1992.
Durch die neue Kultursenatorin Helga Trüpel wurden 1993 Fördergelder und Stellen aus Arbeitsbeschaffungsmaßnahmen gestrichen, sodass sich das Veranstaltungsteam um die Breminale zu einer kreativen Lösung gezwungen sah. Folglich gründeten Harald Siegel und Manfred Fleckenstein als zwei von insgesamt zwölf Gründungsmitgliedern die Breminale AG. Die Breminale AG stellte eine neue Finanzierung auf und strich infolgedessen Kunst, Literatur und Theater als zu kostenintensive Punkte aus dem Programm. 1999 wurde die Veranstaltung von Pfingsten in den Juli verlegt und erlebte daher ein Besucher- und Medienhoch, wodurch höhere Fördergelder durch die Stadt und viele regionale Sponsoren gewonnen werden konnten.
2001 wurde die Existenz der Breminale erneut durch steigende Infrastruktur- und Personalkosten bedroht. Aufgrund der mittlerweile großen Popularität der Veranstaltung sorgte diese Nachricht für ein breites Medienecho, woraufhin sich das größte Versorgungsunternehmen Bremens, die swb AG, bereit erklärte den Fehlbetrag zu sponsern. Ab 2004 etablierte sich der Radiosender Bremen Vier als Programmpartner und sorgt bis heute für Top-Acts und steigende Besucherzahlen. Inhaltlich musste das „Abseits des Kommerz“-Motto aufgrund von finanziellen Engpässen und programmatischen Einschnitten Stück für Stück abgebaut werden. Bis heute ist jedoch der freie Eintritt für ein mittlerweile wieder umfassendes Kulturprogramm erhalten geblieben.

### Ausfall 2007
Trotz der positiven finanziellen Veränderungen der Breminale war es den Veranstaltern 2007 nicht möglich den Fehlbetrag auszugleichen. Die Breminale musste ausfallen. In Folge dieses Rückschlages zog sich die Breminale AG als Veranstalter zurück. Stattdessen gab es 2007 ein fünftägiges Open-Air-Programm der Flut im Lichtluftbad. In einem kleineren Format war das Flutprojekt bereits seit den 1990er Jahren alljährlich auf der Breminale zu finden.

### Seit 2008
Unter neuer künstlerischer Leitung fand die Breminale seit 2008 zu einer neuen musikalischen Öffnung hin zu mehr elektronischen Einflüssen und deutschen Bands. Ziel ist es seitdem, das Augenmerk auch wieder auf ein „Kulturfestival“ zu legen und neue kulturelle Kooperationen zu schaffen, zum Beispiel mit dem Wanderkino oder dem Künstlerhaus Schwankhalle.
Da auch unter den neuen Veranstaltern die finanziellen Schwierigkeiten nicht beigelegt werden konnten, der Anspruch eines kostenfreien Festivals aber weiterhin maßgebend war, wird seit 2010 alljährlich ein „Spendenzaun“ auf der Breminale eingerichtet. Durch Losverkauf und freiwillige Spenden können die Besucher ohne Zwang und in ihrem Ermessen zum Erhalt der Breminale beitragen.
Seit 2011 spielt der ökologische Aspekt auch eine große Rolle. Die Etablierung des „Bio-Erleben-Dorfs“, des „Deichbanketts“ und „Fahrradfestivals“ durch den ADFC bereichern seitdem die Breminale und fördern den alternativen Touch des Festivals.
2012 übernahm die Sternkultur UG die Organisation des Festivals und führte einige strukturelle Veränderungen ein. So gibt es nun ein festgelegtes Rahmenprogramm neben den Musikzelten, genannt Wiesenkonzept. 2013 wurde das Gelände um die „himmlische Wiese“ erweitert, die hinter der Kunsthalle in den Wallanlagen neben der Weser liegt. Seit 2014 tragen die vier Hauptzelte eingängige Namen.
2013 fand die bisher größte Breminale mit rund 220.000 Besuchern statt. Seit einigen Jahren ist das Publikum auch international gemischt, was für den wachsenden Bekanntheitsgrad des Festivals spricht.
Nach einer erfolgreichen Breminale 2017 wurde Ende 2017 durch lokale Medienberichte ein interner Konflikt innerhalb des Veranstaltungskonsortiums bekannt, der die Zukunft der Breminale gefährdete. Nach Neuaufstellung im Leitungsteam des Festivals und Vorlage eines tragfähigen Konzeptes konnte die Finanzierung unter anderem durch die Bremer Landesregierung gesichert werden. Seitdem zeichnet die Agentur Concept Bureau UG für die Breminale verantwortlich. Die Breminale 2018 fand Ende Juli 2018 statt und die Besucherzahl lag trotz der Hitzewelle im „Jahrhundertsommer 2018“ und einer vorzeitigen Schließung aufgrund eines Unwetters am Samstagabend wiederum bei rund 200.000.

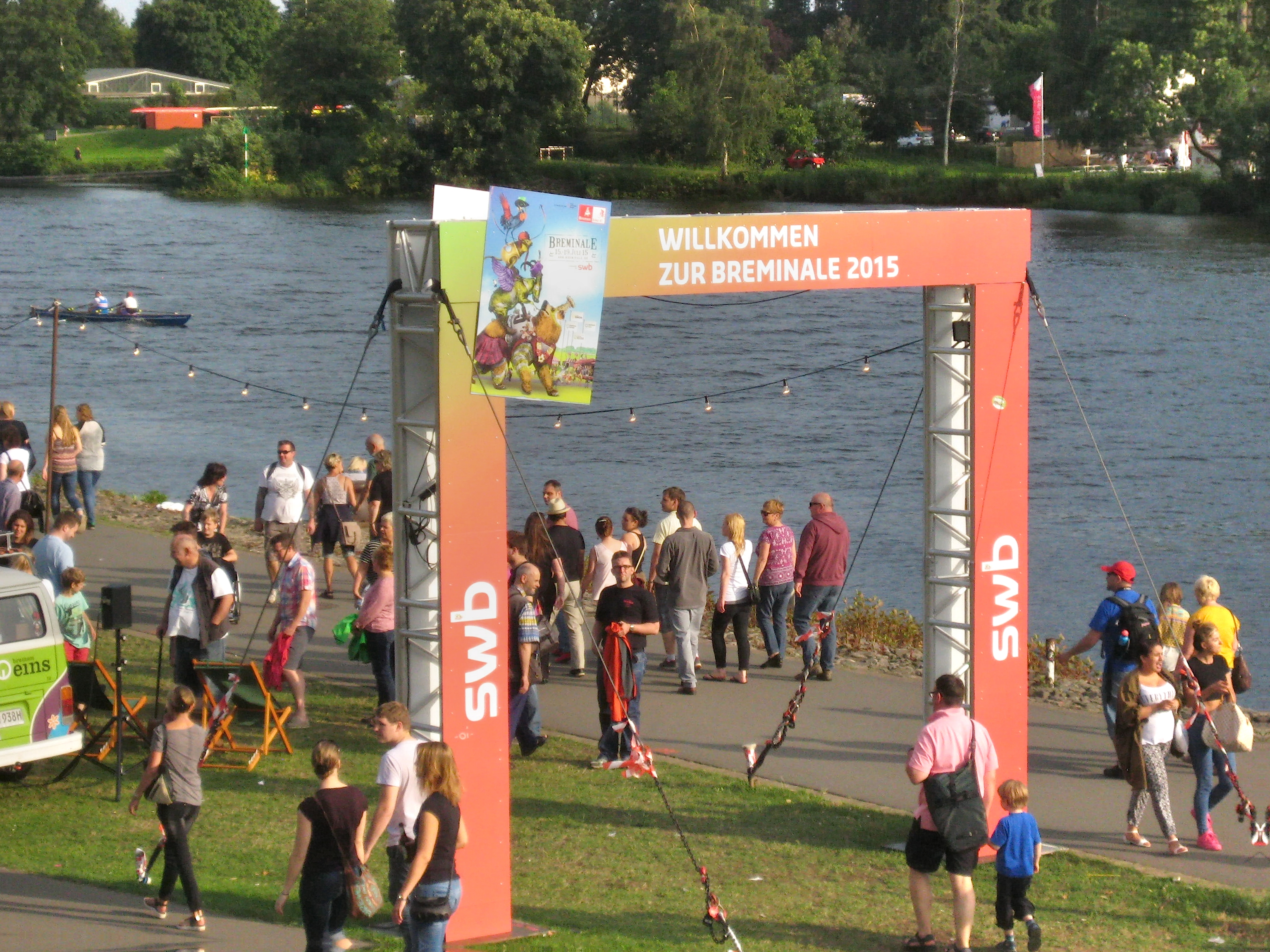
Zugang zum Festivalgelände am Osterdeich aus Richtung Altenwall / Tiefer, Breminale 2015
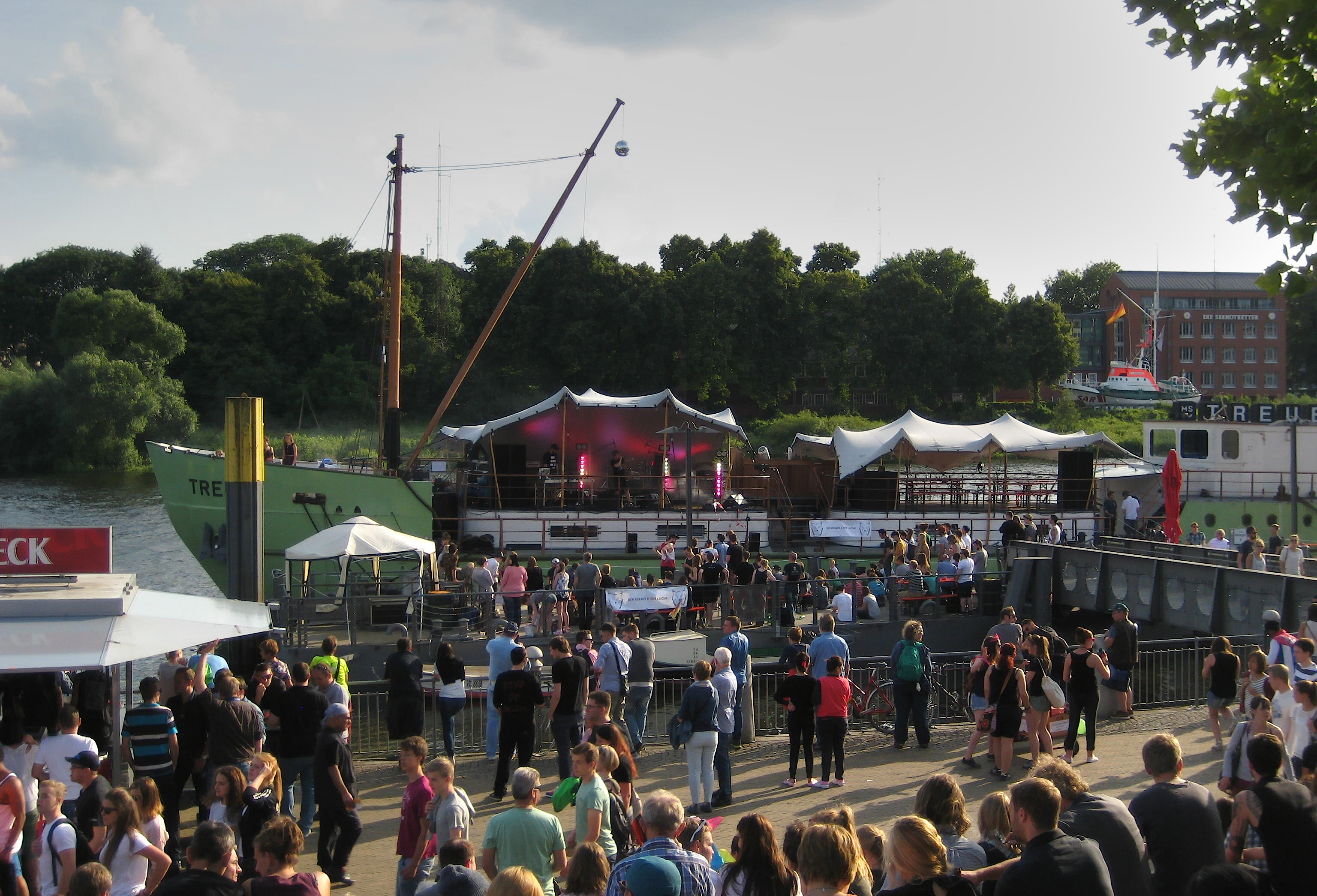
Beim Hip-Hop-Auftritt von Goldroger auf dem Eventschiff MS Treue an der Anlegestelle „Tiefer“, Breminale 2015
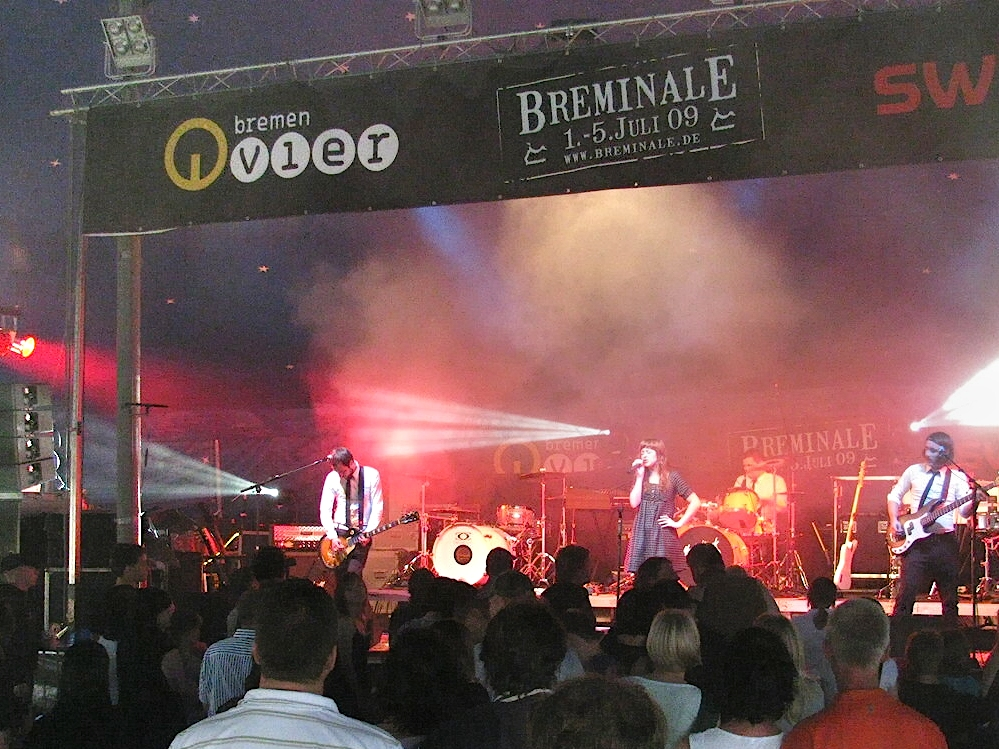
Die österreichische Popband Herbstrock, Breminale 2009
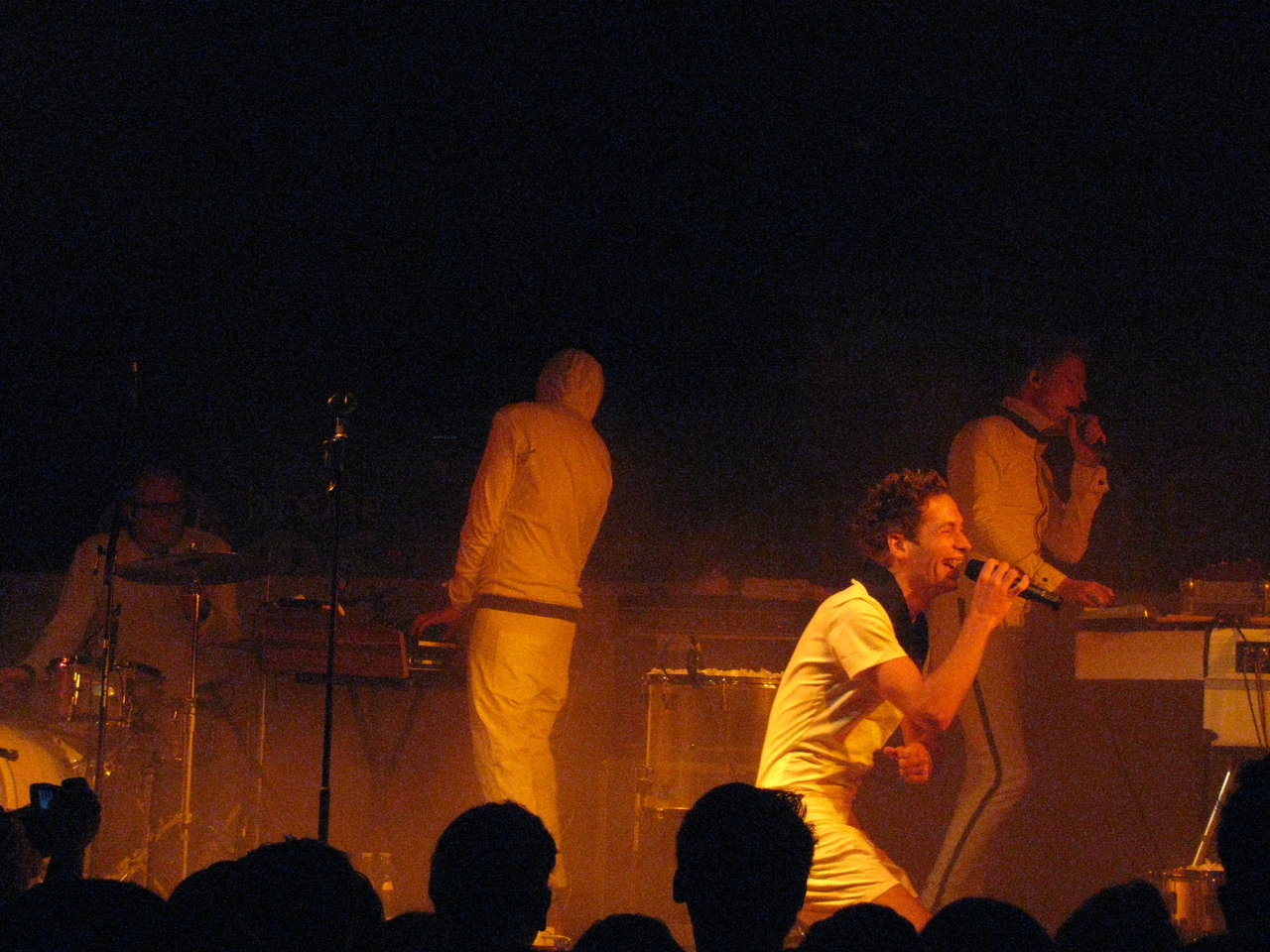
Die Band Polarkreis 18 aus Dresden, Breminale 2009
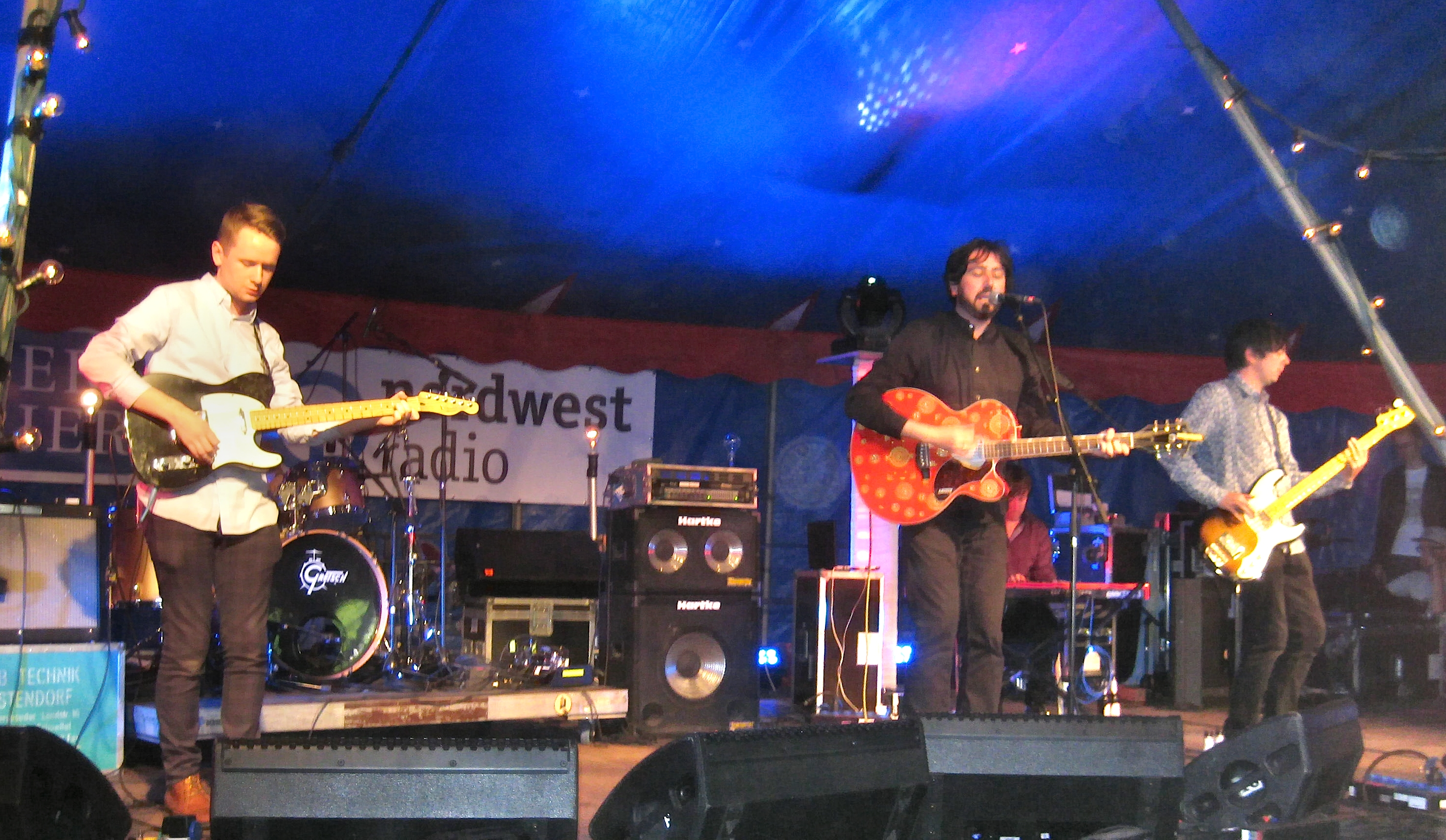
Die irische Popband The Vals im Musikzelt „Himmelwärts“ in den Wallanlagen, Breminale 2015